# Хемлок (Мичиген)
Хемлок (енгл. Hemlock) насељено је место без административног статуса у америчкој савезној држави Мичиген.

## Демографија
По попису из 2010. године број становника је 1.466, што је 119 (-7,5%) становника мање него 2000. године.
| Група             | 2000.         | 2010.         |
| Белци             | 1.531 (96,6%) | 1.391 (94,9%) |
| Афроамериканци    | 2 (0,1%)      | 1 (0,1%)      |
| Азијати           | 1 (0,1%)      | 2 (0,1%)      |
| Хиспаноамериканци | 44 (2,8%)     | 49 (3,3%)     |
| Укупно            | 1.585         | 1.466         |